# Jan Dvořáček (výtvarník)
Jan Dvořáček (30. listopadu 1825, Dobruška – 29. června 1898, Teplice) byl český akademický malíř, pedagog, zakladatel sklářské školy v Kamenickém Šenově a v letech 1856 až 1885 její první ředitel.

## Život

### Studia a malířská tvorba
Jan Dvořáček pocházel ze sochařské rodiny z Dobrušky, kde se narodil 30. listopadu 1825. V letech 1841 až 1846 (s finanční podporou majitele opočenského panství knížete Rudolfa Colloredo-Mansfelda) vystudoval Akademii výtvarných umění v Praze vedenou tehdy rakouským malířem, kreslířem a pedagogem Christianem Rubenem, který prosazoval názor, že historické malby mají být podloženy studiem dobových pramenů a reálií. Jan Dvořáček dále absolvoval soukromou sochařskou školu česko-německého sochaře Emanuela Maxe. V následujících letech Dvořáček vytvořil několik architektonických návrhů, věnoval se malbě (žánrové obrázky, rozsáhlejší náboženské a historické kompozice), vynikal v ornamentice a rád maloval květiny.
Po skončení studií se Jan Dvořáček živil v Praze jako učitel kreslení v pražských šlechtických rodinách. Jako jeden z prvních malířů se zajímal ve svých dílech i o dělníky ve sklárnách. Na zemské jubilejní výstavě v roce 1891 byl vystaven jeho obraz s názvem Pracovnice ze severočeských skláren. Zřejmě i v pozdním věku se Jan Dvořáček vracel k tématům z Rukopisu královedvorského. Na téže jubilejní výstavě bylo k vidění (mezi několika jeho akvarely) i Dvořáčkovo rozměrné plátno (též akvarel) s námětem Jaroslava ze Šternberka poslední boj s Tatary.

### Pedagogické působení

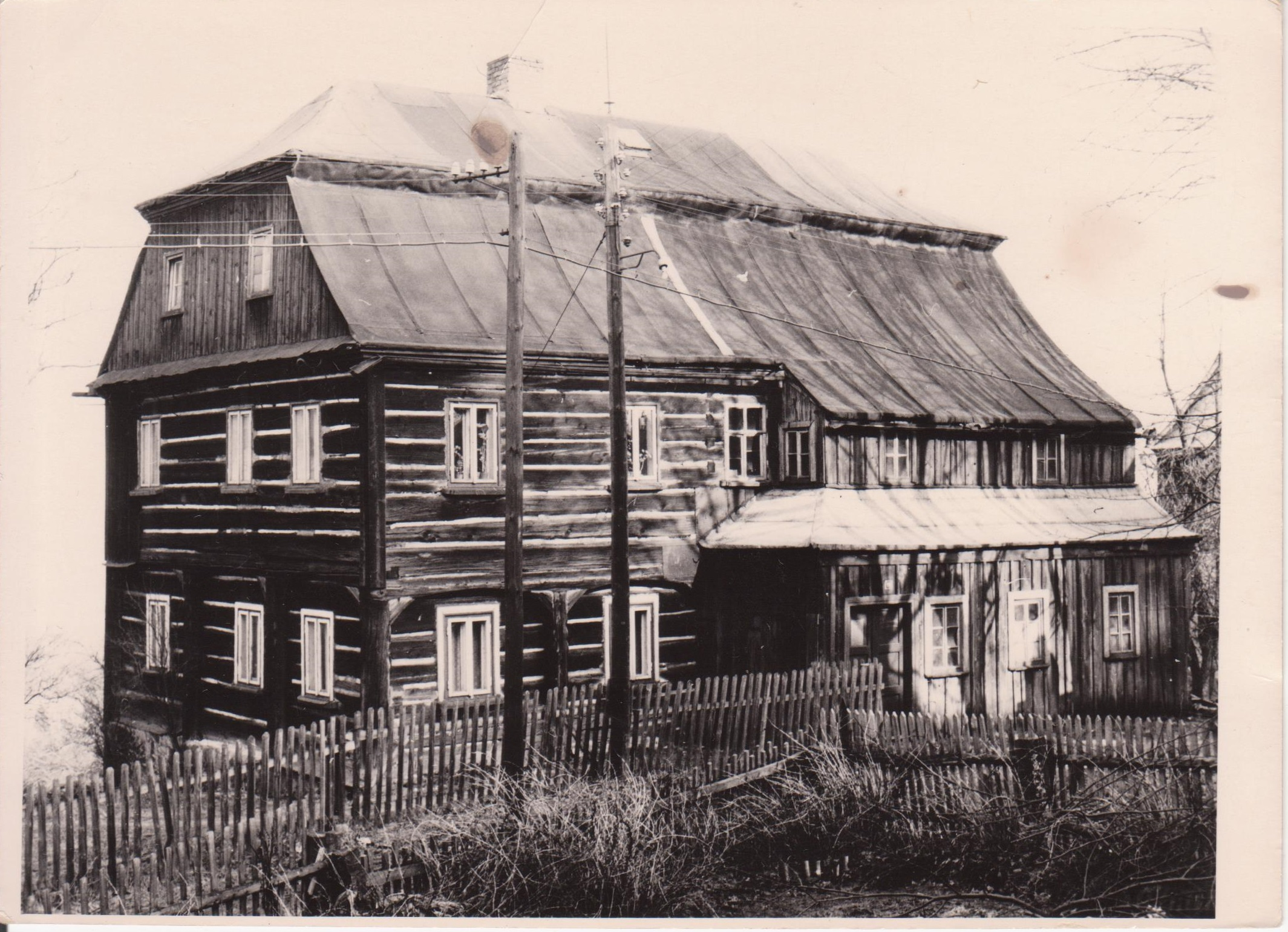
Původní budova sklářské školy v Kamenickém Šenově (rok 1856)

Jan Dvořáček žil v Praze do svých 30 let. Na doporučení Christiana Rubena odešel v roce 1855 vyučovat kreslení, malbu a modelování na nově zakládané sklářské škole v Kamenickém Šenově. Jako pedagog vyučoval figurální kresbu (ač sám nebyl sochařem) ale především byl významným průkopníkem českého sklářského školství. Při příchodu do Kamenického Šenova neznal Jan Dvořáček o zpracování skla téměř nic a také nikdy neviděl při práci profese, jakými jsou brusič, kulič, vrtač, malíř, pozlacovač nebo rytec. Aby načerpal poznatky o sklářském školství, podnikl Jan Dvořáček studijní cestu do Francie a Belgie a teprve poté se přihlásil do konkurzu na ředitele. Za krátký čas načerpal Dvořáček o skle a jeho opracovávání pozoruhodně detailní znalosti a to do té míry, že byl schopen radit a vyučovat o veškerých technikách souvisejících se zušlechťováním tohoto materiálu.
Když byla založena v Kamenickém Šenově v roce 1856 Odborná škola kreslení a malování (malířská a modelářská škola), stal se nejprve jejím prvním učitelem kreslení. Po vítězství v konkurzu na ředitele této školy vykonával tuto funkci od roku 1856 až do roku 1885. (Výuka na této škole byla zahájena 31. března 1856). Jan Dvořáček byl také sklářským mistrem. Kromě pedagogické činnosti se věnoval i výtvarně–technologickým oborům souvisejícím se sklem (rytí skla, malování, technické kreslení, galvanizování, cizelování nebo rytí raznic). Po několika letech vyučování ve škole dosáhl Jan Dvořáček titulu profesor.
Jeho přičiněním se právě zmíněná šenovská škola stala první odbornou sklářskou školou ve střední Evropě. Škola získávala postupně ocenění na evropských výstavách, spolupracovala s místní sklářskou výrobou, produkovala pro ni sklářské odborníky a technology, výrazně svojí existencí a činností přispěla ke zlepšení výtvarné a technické úrovně kamenickošenovského sklářství a místní rafinéři a obchodníci se sklem díky tomu mohli úspěšně čelit zahraniční konkurenci. (Škola také přispěla ke sjednocení stylu řezby na skle.) Ve vedení sklářské školy zůstal Jan Dvořáček až do odchodu do starobního důchodu. Jako uznání jeho celoživotního díla mu byl v roce 1885 udělen zlatý Záslužný kříž s korunou.
V roce 1885 byl Dvořáček vystřídán v pořadí druhým ředitelem školy, kterým byl Leo Chilla (1856–1923). Ten vedl školu až do roku 1899. Leo Chilla navázal velmi plodnou spolupráci s renomovanou vídeňskou sklářskou firmou J. & L. Lobmeyr a tímto způsobem se snažil studentům zprostředkovat kontakt se zahraničními trendy v užitém umění.

### Závěr života
Poslední roky života prožil Jan Dvořáček coby vdovec v Teplicích Šanově. V Kamenickém Šenově je pochována jeho manželka Ludmila Dvořáčková (rozená Payerová). Jejich šťastné manželství trvalo 30 let a bylo bezdětné. Akademický malíř Jan Dvořáček zemřel 29. června 1898 u svých příbuzných v Teplicích. Podle svého přání byly jeho ostatky převezeny do Kamenického Šenova, kde byl pochován (ke své manželce) do hrobu na šenovském hřbitově.

## Připomínky

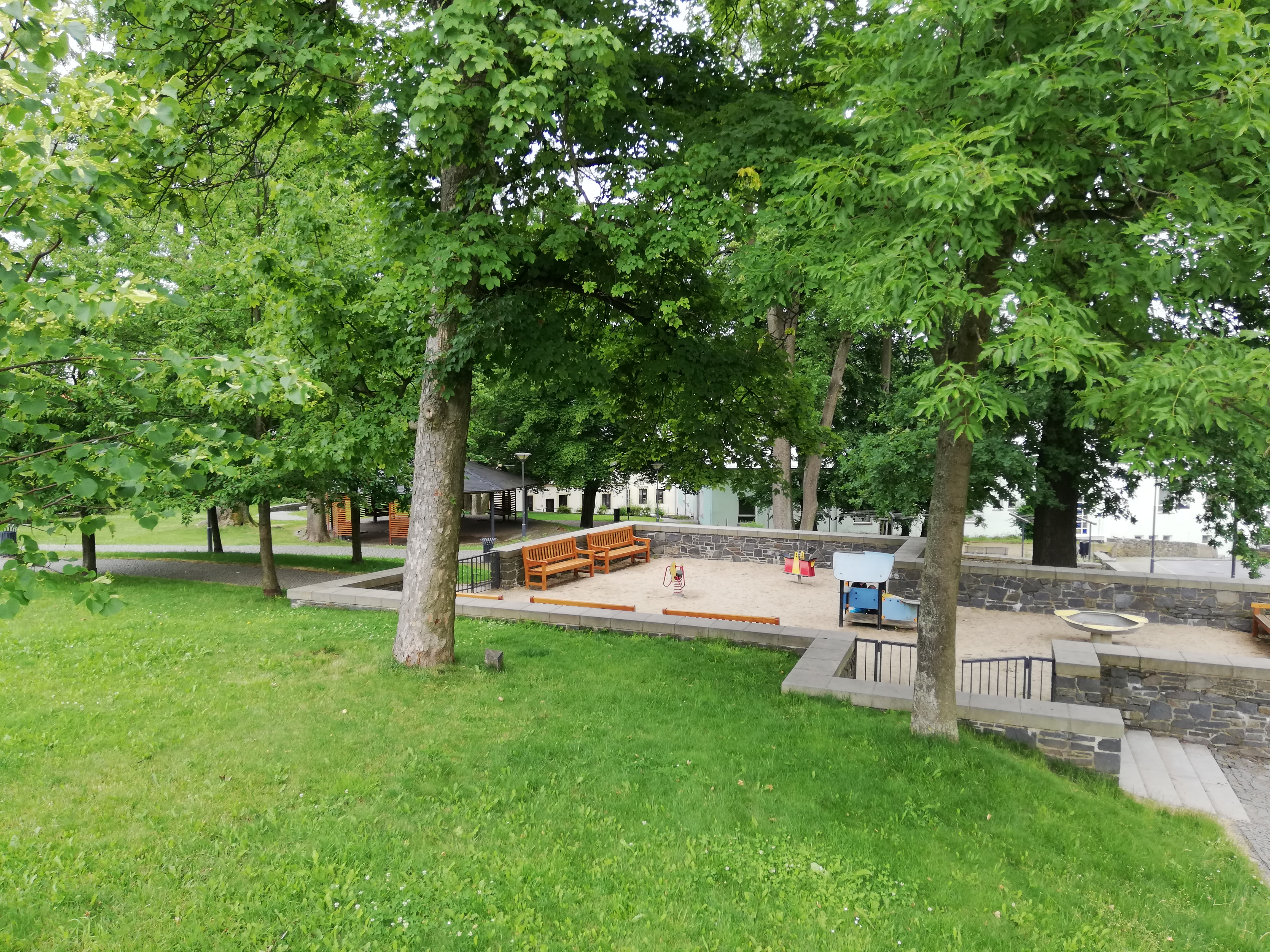
Dvořáčkův park v Kamenickém Šenově

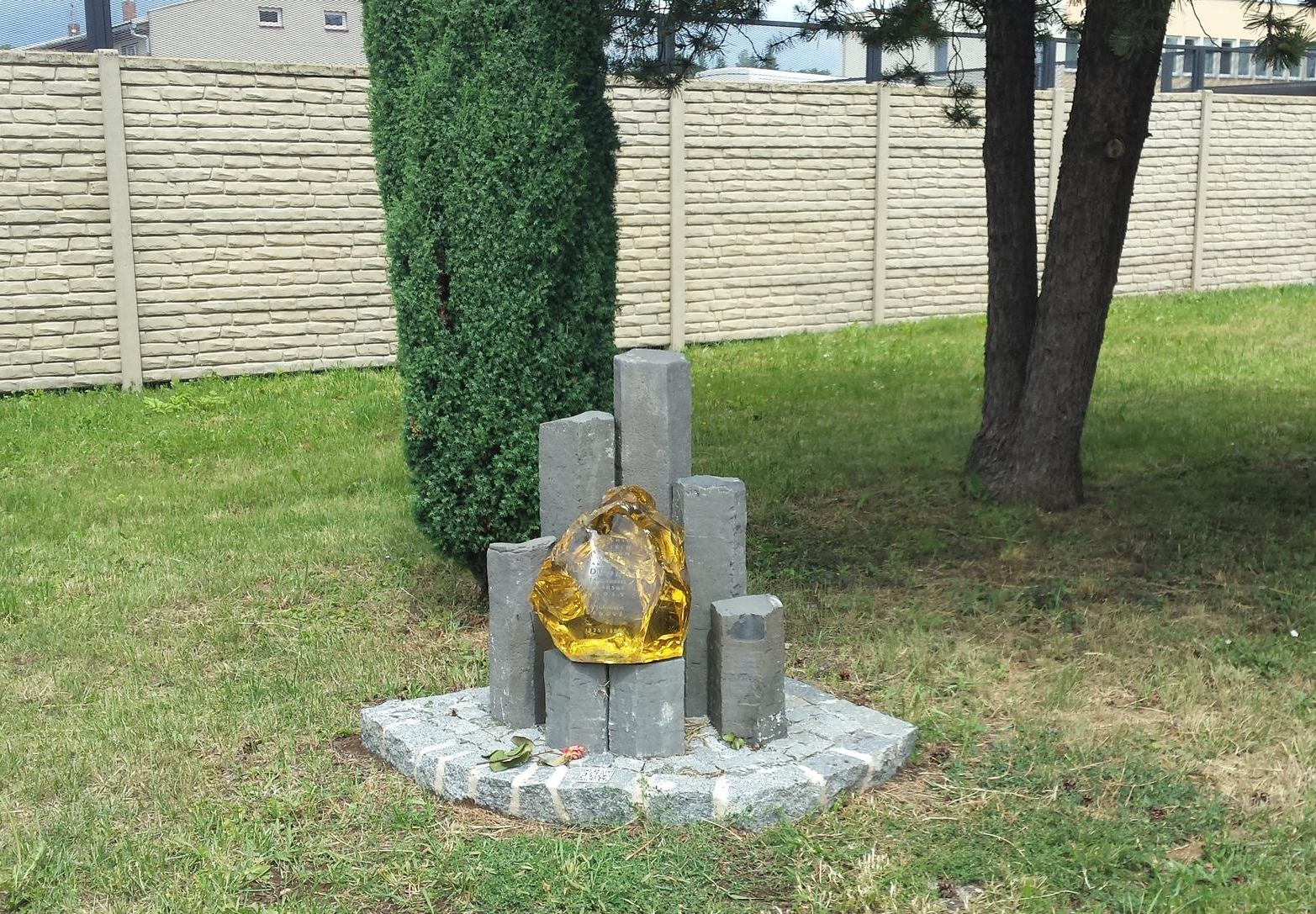
Památník v Dobrušce

- Sklářská škola v Kamenickém Šenově k výročí 50 let od svého založení odhalila v roce 1906 Janu Dvořáčkovi pamětní desku.[7]
- V roce 2006 byl v Kamenickém Šenově revitalizován park (poblíž sklářské školy) u něhož veřejnost v rámci projektu rozhodla i o jeho budoucím jméně – byl pojmenován Dvořáčkův.
- Rodná chalupa Jana Dvořáčka stávala až do konce 19. století v Dobrušce v Opočenské ulici č.p. 23/b (50°17′28″ s. š., 16°9′26″ v. d.).[6] Památníček, v místě jeho narození, věnovala Dobrušce sklářská škola v Kamenickém Šenově v roce 1965 k výročí 140 let od Dvořáčkova narození.[6] V průběhu let byl sice památníček odstraněn z veřejného prostoru, ale zachoval se v prostorách vrátnice bývalé Fruty, dnešní (2015) firmy Kand.[7] Jeho znovuobnovení v Opočenské ulici v Dobrušce iniciovala paní Marie Smolová.[7] Památník je tvořen čedičovými kvádry (evokují kamenné varhany nacházející se v horní části Kamenického Šenova) a tmavě žlutým skleněným útvarem – monolitem (s textem).[7] Na skleněné hmotě je nápis: „V těchto místech stál dům kde se narodil akad. mal. Jan Dvořáček zakladatel sklářské školy v Kamenickém Šenově 1825 – 1898“. Památník obnovil kameník Martin Holanec v listopadu 2015[6] u příležitosti 190. výročí narození Jana Dvořáčka.[11]

Profesor Dvořáček byl rozeným učitelem. Jako výtvarný umělec nevynikal, ale přesto byl lepším učitelem, než mnozí velcí umělci ... Dvořáček byl nejsilnější v kreslení. Ve všech ostatních oborech, jimž rovněž vyučoval, zvláště modelování byl dokonce diletantem. Přece však byl výtečným učitelem modelování jako kreslení, neboť měl svoji osobitou učebnou metodu. Kreslení samo považoval za nevyhnutelný základ všeho výtvarného umění. Od žáků vyžadoval naprosto důsledné věcnosti ve tvoření a pronikání k podstatě předmětu. Stejně důsledně vedl žáky k vytrvalosti v práci.
Rakouský malíř, grafik, rytec a sochař Fritz Hegenbart
, O Janu Dvořáčkovi a jeho uměleckých a pedagogických schopnostech, 

## V odborné literatuře
- TOMAN, Prokop, ed. Nový slovník československých výtvarných umělců. 4., nezměněné vydání, Ostrava: Výtvarné centrum Chagall, 1993-1994. 16 sešitů. (I. díl; A - K; 2. sešit Bra-Eck vydaný v roce 1993).[12]
- LANGHAMER, Antonín.[p. 3] Legenda o českém skle = The legend of Bohemian glass = Legende vom böhmischen Glas. Vydání 1. Zlín: Tigris, Prštné 1999; 292 stran; ISBN 80-86062-02-3.[12]
- Benezit. Benezit Dictionary of Artists (Svazek 4: Cossintino - Dyck), Vydalo nakladatelství Oxford University Press, 1. března 2006; 20 608 stran; (EAN: 9780199773787; ID: 04535877), ISBN 0199773785.[12][p. 4]
- Biografický slovník českých zemí. Vydání první. Praha: Libri, 2004- ; svazků; 14. sešit. (Dot-Dvo. 2011. xvii stran, strany 339-466; strana 460); ISBN|80-7277-214-7.

## Dovětek

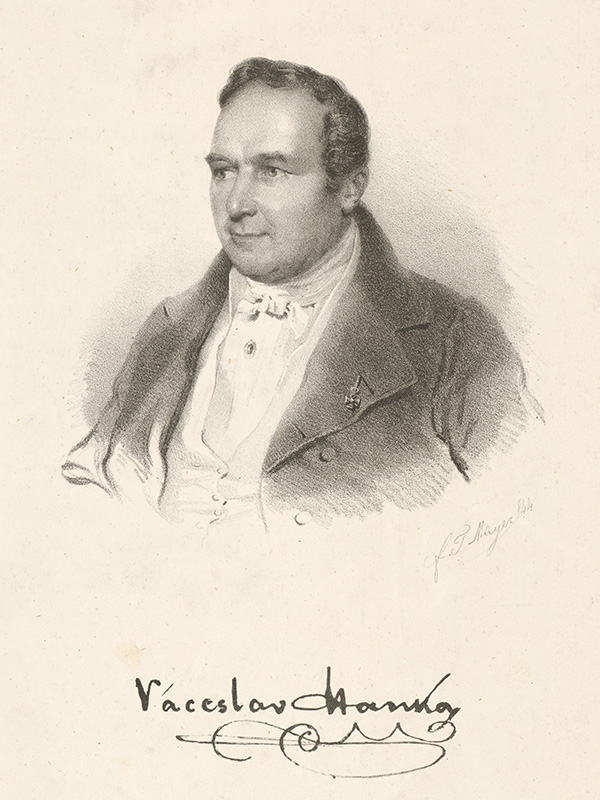
Václav Hanka (Jan Dvořáček byl jeho spolupracovníkem v roce 1852)

Ve sborníku Národního muzea v Praze (řada A - historie; svazek 63; rok 2009; číslo 4; kapitola: 6.4. Závěr; strana 142) konstatuje historik umění a pracovník Národního muzea v Praze PhDr. Lubomír Sršeň, že Jan Dvořáček spolupracoval kolem roku 1852 s Václavem Hankou, který je znám především ze sporů kolem pravosti RKZ (Rukopisu královedvorského, Rukopisu Zelenohorského). Ve studii je uveden stručný životopis Jana Dvořáčka, v jehož závěru je konstatováno: „Není známo, že by (Jan Dvořáček) o své někdejší spolupráci s Václavem Hankou zanechal nějaké svědectví.“